# Stenopogon occlusus
Stenopogon occlusus är en tvåvingeart som beskrevs av Oskar Theodor 1980. Stenopogon occlusus ingår i släktet Stenopogon och familjen rovflugor.
Artens utbredningsområde är Israel. Inga underarter finns listade i Catalogue of Life.